# فانتا
فانتا (به انگلیسی: Fanta) یک نام تجاری جهانی از شرکت کوکاکولا برای نوشابه‌های گازدار با طعم میوه‌است. این نوشابه اولین بار در سال ۱۹۴۲ میلادی به بازار عرضه شد.

این نوشابه توسط  شرکت  کوکاکولا  تولید می‌شود.

## تاریخچه
خاستگاه فانتا به کشور آلمان نازی در زمان جنگ جهانی دوم بازمی‌گردد یعنی زمانی که نیروهای متفقین ممنوعیت تجارت با آن کشور را وضع کرده بودند و شرکت کوکاکولای آلمان قادر نبود تا مواد اولیه مورد نیاز خود را برای تولید نوشابه وارد کند در نتیجه مکس کیث
 مدیر شرکت کوکاکولای آلمان در زمان جنگ جهانی دوم، تصمیم گرفت یک محصول جدید به بازار آن کشور عرضه کند که مواد اولیه آن در آلمان موجود باشد. این مواد اولیه شامل آب پنیر و تفاله‌های میوه بود. انتخاب نام فانتا نیز نتیجه جرقه ذهنی یکی از فروشندگان آن شرکت به نام جو نیپ بود بدین ترتیب که وی در جواب درخواست کیث از کارمندانش برای نامگذاری این محصول جدید بلافاصله نام فانتا را بر زبان آورد.

## بازاریابی
فانتا به خاطر تبلیغات شاد و موفقش در آمریکا شناخته شده‌است. تبلیغات فانتا توسط گروه فانتاناس انجام می‌گیرد که شامل گروهی از دختران جوان است. هر کدام از این مدل‌های تبلیغاتی کار تبلیغ یک طعم را انجام می‌دهند.

## فانتای بین‌المللی
فانتا بیش از ۷۰ طعم مختلف در سراسر جهان دارد. برای نمونه در کشورهای رومانی، بلغارستان، مقدونیه، بوسنی و هرزگوین و برخی کشورهای دیگر فانتا با طعم آقطی سیاه و در سوئیس و هلند فانتا با طعم انگور فرنگی تولید می‌شود.

## محبوبیت جهانی
پاپ بندیکت شانزدهم از جمله طرفداران نوشابه‌های فانتا بود که روزانه سه تا چهار قوطی فانتا مصرف می‌کرد.